# 双城水库
双城水库是中国内蒙古自治区兴安盟突泉县境内的一座水库，位于蛟流河上，建于1964年。水库正常库容为1290万立方米，集雨面积为924平方千米，海拔为459.8米。